# Джеръм (Айдахо)
Вижте пояснителната страница за други значения на Джеръм.
Джеръм (на английски: Jerome) е град в окръг Джеръм, щата Айдахо, САЩ. Джеръм е с население от 7780 жители (2000) и обща площ от 8,3 km². Намира се на 1147 m надморска височина. ЗИП кодът му е 83338, а телефонният му код е 208.